# Victor Palfi

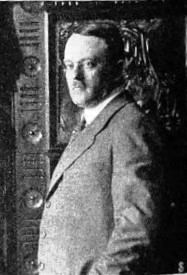
Victor Palfi, 1912

Victor Palfi, eigentlich Victor Drechsler (geboren 1877 in Budapest; gestorben 28. Juli 1921 in Berlin) war ein ungarischer Schauspieler und Theaterunternehmer.

## Leben
Der in Budapest geborene Victor Drechsler wurde Schauspieler und nannte sich Victor Palfi. Er ging um 1903 nach Berlin und trat dort am Residenz-Theater, dem Bunten Theater und im Lustspielhaus auf. Als sein Landsmann Henry Berényi von dem Architekten Walter Hentschel Entwürfe für ein Theater ausarbeiten ließ, damit aber nicht weiter kam, griff Palfi die Idee auf und ließ das Neue Operettentheater am Schiffbauerdamm bauen. Durch die um drei Monate verzögerte Eröffnung des Theaters im März 1908, hatte die von ihm gegründete GmbH von Anfang an finanzielle Probleme. Das Theater hatte zwar mit den Operetten „Die Dollarprinzessin“ von Leo Fall und „Der Graf von Luxemburg“ von Franz Lehár ganzjährige Erfolge, musste aber 1912 an Rudolf Lothar verkauft werden. Er bemühte sich danach um eine neue Direktion und konnte die Kurfürsten-Oper übernehmen. Aber auch dort hatte er geschäftliche Misserfolge und legte bereits im Februar 1913 die Direktion nieder.

## Familie
Victor Palfi war verheiratet mit Henriette Lion. Ihre 1907 geborene Tochter Marion wurde Schauspielerin und Fotografin. Der Sohn Victor (1910–1985) wurde Filmeditor. Der floh nach der Machtergreifung der Nationalsozialisten 1934 zusammen mit seiner Ehefrau Lotte Palfi-Andor nach Amerika, wo sich das Paar bald trennte.